# Psathyropus
Genre
Synonymes
- Metagagrella Roewer, 1910

Psathyropus est un genre d'opilions eupnois de la famille des Sclerosomatidae.

## Distribution
Les espèces de ce genre se rencontrent en Asie de l'Est, en Asie du Nord, en Asie du Sud, en Asie du Sud-Est et en Nouvelle-Guinée.

## Liste des espèces
Selon World Catalogue of Opiliones (15/05/2021) :
- Psathyropus aurolucens (Roewer, 1954)
- Psathyropus bengalensis (Roewer, 1954)
- Psathyropus bilineatus (Roewer, 1954)
- Psathyropus bimaculatus (Roewer, 1954)
- Psathyropus biseriatus (Roewer, 1912)
- Psathyropus cingulatus (Roewer, 1954)
- Psathyropus conjugatus (Roewer, 1954)
- Psathyropus conspicuus (Roewer, 1954)
- Psathyropus cuprilucidus (Roewer, 1954)
- Psathyropus distinctus (Sato & Suzuki, 1938)
- Psathyropus formosa (Roewer, 1911)
- Psathyropus granulatus (Roewer, 1954)
- Psathyropus granulosus (Suzuki, 1977)
- Psathyropus guttatus (Roewer, 1954)
- Psathyropus hainanensis (Wang, 1941)
- Psathyropus hirtus (Roewer, 1915)
- Psathyropus hsuehshanensis (Suzuki, 1977)
- Psathyropus koyamai (Suzuki, 1979)
- Psathyropus luteomaculatus (Suzuki, 1969)
- Psathyropus mandalayius (Roewer, 1954)
- Psathyropus micans (Roewer, 1926)
- Psathyropus minax (Thorell, 1889)
- Psathyropus mysoreanus (Roewer, 1954)
- Psathyropus niger (Roewer, 1912)
- Psathyropus octomaculatus (Roewer, 1954)
- Psathyropus perakanus (Roewer, 1954)
- Psathyropus pustulatus (Roewer, 1910)
- Psathyropus roeweri (Suzuki, 1974)
- Psathyropus rufoscutum (Suzuki, 1982)
- Psathyropus rufus (Roewer, 1954)
- Psathyropus satarensis (Roewer, 1954)
- Psathyropus silvestrii (Roewer, 1927)
- Psathyropus sinensis (Schenkel, 1953)
- Psathyropus sordidatus (Thorell, 1889)
- Psathyropus sulcatus (Roewer, 1954)
- Psathyropus tenuipes L. Koch, 1878
- Psathyropus tenuis (Roewer, 1954)
- Psathyropus tongkingensis (Roewer, 1954)
- Psathyropus versicolor (Suzuki, 1964)

## Publication originale
- L. Koch : « Japanesische Arachniden und Myriapoden. » Verhandlungen der Zoologisch-Botanischen Gesellschaft in Wien, vol. 27, p. 735–798 (texte intégral).